# Île Crafton
Pour les articles homonymes, voir Crafton.
L'île Crafton (Crafton Island) est une île de la baie du Prince-William en Alaska.

## Géographie
L'île est située au nord-ouest de l'île Knight, dans la partie l'ouest de la baie. Allongée selon un axe nord-sud, elle mesure 1,6 kilomètre de longueur. Elle est couverte de forêts. Des falaises d'une trentaine de mètres constituent sa côte nord, tandis que son relief s'abaisse vers le sud pour se terminer dans la mer en plages de sable. Deux îlots ceints de plages sablonneuses la prolongent au sud. 

## Infrastructures
Son nom lui a été donné en 1900. À son extrémité nord-est, une tour de 35 mètres de haut porte un phare. L'Île Crafton possède un aéroport (code AITA : CJI),.